# Дайслінген
Дайслінген (нім. Deißlingen) — громада в Німеччині, знаходиться в землі Баден-Вюртемберг. Підпорядковується адміністративному округу Фрайбург. Входить до складу району Ротвайль.
Площа — 32,16 км2. Населення становить 6235 ос. (станом на 31 грудня 2020).